# Pavol Hrušovský
Pavol Hrušovský (* 9. června 1952 Maňa) je slovenský politik za Kresťanskodemokratické hnutie, bývalý předseda KDH, poslanec Národní rady SR a její bývalý předseda, po sametové revoluci československý poslanec Sněmovny národů a Sněmovny lidu Federálního shromáždění.

## Biografie
V roce 1978 dokončil studia na Právnické fakultě Univerzity Komenského v Bratislavě. Pak pracoval jako podnikový právník na různých místech. Je ženatý a má jedno dítě.
Profesně je k roku 1990 uváděn jako vedoucí obchodně-provozního úseku podniku Jednota – Spotřební družstvo Nitra. Je tehdy evidován jako člen Strany slobody. V roce 1990 patřil mezi hlavní představitele KDH.
V lednu 1990 nastoupil jako bezpartijní poslanec, respektive poslanec rodící se KDH, v rámci procesu kooptací do Federálního shromáždění po sametové revoluci do slovenské části Sněmovny národů (volební obvod č. 105 – Piešťany, Západoslovenský kraj). Ve volbách roku 1990 přešel do Sněmovny lidu. Zvolen byl za KDH. Ve federálním parlamentu setrval do konce volebního období, tedy do voleb roku 1992.
V roce 1992 se stal přednostou Okresního úřadu v Nitře. Ve volbách roku 1992 se stal poslancem Slovenské národní rady, v níž zasedal do zániku Československa v prosinci 1992. Byl členem předsednictva SNR. Po vzniku samostatného Slovenska se SNR transformovala v Národní radu Slovenské republiky, v níž Hrušovský zasedal.
Mandát obhájil v parlamentních volbách na Slovensku 1994, do nichž nastupoval jako lídr v Západoslovenském kraji. V roce 1997 se stal předsedou Rady KDH za Nitranský kraj. V té době se také stal místopředsedou Politického konzília KDH. V roce 1998 se podílel na vytvoření střechové formace Slovenská demokratická koalícia, do níž se spojilo několik opozičních stran s cílem porazit ve volbách Vladimíra Mečiara a obejít novou úpravu volebního zákona, která znevýhodňovala předvolební koalice. V parlamentních volbách na Slovensku 1998 SDK uspěla a dokázala s dalšími stranami sestavit vládu bez účasti HZDS Vladimíra Mečiara. Hrušovský za novou vládní koalici vedl jednání o obsazení parlamentních postů. Stal se pak místopředsedou Národní rady Slovenské republiky. V roce 1999 vystoupil z SDK a oficiálně obnovil členství v KDH. V témže roce byl zvolen místopředsedou KDH. V roce 2000 se pak konal sněm KDH v Trenčíně, kde se dosavadní předseda strany Ján Čarnogurský rozhodl již nekandidovat a za svého nástupce v čele strany doporučil Hrušovského, který byl skutečně zvolen (249 hlasů versus 179 hlasů, které získal jeho konkurent Ján Figeľ). Mandát poslance obhájil za KDH v parlamentních volbách na Slovensku 2002, parlamentních volbách na Slovensku 2002, parlamentních volbách na Slovensku 2006, parlamentních volbách na Slovensku 2010 a parlamentních volbách na Slovensku 2012. V letech 2002–2006 a znovu v letech 2011–2012 byl předsedou Národní rady Slovenské republiky.